# Estereotips socials
Els estereotips socials són un conjunt d'idees i creences fixades respecte a les característiques de determinats temes o conjunts col·lectius. Poden ser imatges mentals, que són simplificades amb molt pocs detalls o bé poden ser expressions lingüístiques que ens corresponen de l'herència cultural.
Els estereotips són necessaris per a la socialització, és a dir pel desenvolupament i la integració de persones en la societat. Si no hi hagués estereotips el món seria un lloc inestable, quant a la societat. Però els estereotips són imatges basades en la veritat subjectiva, no en l'objectiva; per tant, la majoria de vegades, no són certs. Ens poden portar a jutjar els altres i a mantenir actituds que mantenen un tracte immerescut i a causa d'això a vegades actuem com si coneguéssim a qui no coneixem en funció de característiques superficials que vegem. D'on procedeixen i com es creen són preguntes amb diferents respostes, però tot depèn a la societat i la idea de l'època depenent de què sigui el que la gent considera una bona imatge.

## Evolució dels estereotips al llarg de la història
Durant els períodes de la història el pensament de l'ésser humà ha anat canviant. Els estereotips també han anat variant i s'han centrat en cànons de bellesa diferents depenent de les diferents formes de viure que han anat evolucionant a poc a poc en el planeta terra. Els estereotips es creen a partir de la bellesa perfecta. Nosaltres en conèixer una persona primerament ens fixem en el físic, ja que és el primer que ens entra visualment quan veiem a algú. Després el seu pensament i la seva part psicològica que la anem coneixent a poc a poc, ja que cal conèixer perfectament una persona per saber jutjar-la pels seus pensaments i això requereix temps. Per tant, en les diferents etapes de l'evolució humana la bellesa era interpretada diferent.
Prehistòria: Durant la prehistòria es creia que una persona era perfecta i bella i aquesta era grossa i peluda. En aquell temps el que els mantenia en vida era la supervivència i el creixement de les seves tribus o grups. Els homes escollien dones grasses i amb els òrgans reproductors molt marcats (pits, ventre, cintura ample...) perquè a l'hora de parir els resultes molt més fàcil i no es morissin ni elles ni els nens. Els homes més grans i peluts eren la imatge a seguir, ja que mostraven força i valentia i en aquells temps era el més preuat per poder viure el dia a dia.
Edat antiga: Durant l'edat antiga sobretot en la cultura dels grecs i els romans els homes i les dones havien de tenir cura del seu cos i anar nets i polits. Es diu que era important portar una túnica blanca com a símbol de puresa. Fins i tot hi havia persones que es maquillaven per a semblar més blancs de pell.
Per als grecs, un cos bonic era considerat a una persona que tinguis una ment bella. Fins i tot, tenien una paraula per això: kaloskagathos, que significava ser agradable a la vista i per tant, ser una bona persona. El cos es basava en la simetria, ja que era considerat bell quan totes les seves parts eren proporcionades. De la mateixa manera, el cànon de bellesa grec va ser adquirit per l'Imperi Romà guardant les mateixes característiques bàsiques.
Edat mitjana: El cànon de bellesa d'aquella època es va crear amb una gran inspiració de la cultura musulmana. Es basava amb dones de pell molt blanca amb cabells molt llargs i rossos, els llavis i les galtes vermells, un cos prim amb pits petits i malucs estrets. En aquell temps creix i evoluciona la moda per vestir on no només importarà quin vestit portaven i de quin color sinó la seva forma, de què estava fet i per qui. Es comença a crear una piràmide de la societat on es crearà la classe alta
Edat moderna: El cànon de bellesa en l'edat moderna o l'època del renaixement no varia gaire respecte als anys enrere. Si ens fixem en les pintures d'aquelles dècades, veurem que els cossos són refinats, amb la pell blanca, mans primes, llavis i galtes son rojats...
Anys 1800- 1900: En els anys 1900 i 1800 la població comença a treballar en fàbriques i l'estil serà més simple.
Segle XX: A partir del segle XX el món de la moda fa un gir espectacular. Les dones comencen a portar pantalons i a ensenyar més el seu cos, no només a l'estiu. En aquesta època els estereotips creixen en grans quantitats per dues raons: primerament la influència de la publicitat, ja que comença a agafar un gran paper en la vida de les persones, s'afegeix molta publicitat en tots els mitjans possibles. Darrerament la creació de les tribus urbanes, aquestes són diferents grups que porten estils depenent del que fan o la idea que tenen. Això farà que la gent formi estereotips per la seva forma de vestir. Per exemple els gòtics són males persones o fan por perquè sempre van de negre i amb pentinats atrevits i estranys. O els hippies són bones persones perquè segueixen la naturalesa i vesteixen amb molts colors diferents.
Actualitat: Actualment el cànon de bellesa portat per les celebritats i el que tota dona voldria tenir és un cos alt i esvelt, pits ni molt grans ni molt petits, cames llargues i panxa plana. Els homes volen ser forts i alts. Les dones cada cop més primes i els homes el mateix. També estan molt ben vistes i seguides les dones amb corbes, caderes amples, pits grans i cos sense ser extremadament prim. Es van reduint diferents campanyes reivindicatives del cos perfecte, dones amb cossos grans, diferents races, imperfeccions... que fan de models per demostrar que no tot es tracta de l'estètica i que cada persona és com és i no ha de ser només acceptada per la seva constitució física.

## Estereotips en les diferents cultures
En el nostre planeta ens dividim per diferents cultures i formes de viure que fan del nostre lloc d'origen un lloc únic i capaç de diferenciar les diferents parts del món cosa que fa que sigui molt interessant i curiós per descobrir. Els estereotips socials són unes de les coses que es diferencien depenent del lloc d'origen, ja que la forma de ser i vestir estarà adaptada. Per exemple mentre a pràcticament tot el món es prefereix un cos d'una dona estructurat i prim, en molts països africans es persegueix tot el contrari. L'ideal de bellesa el trobem en dones amples i fins i tot obeses. Se segueix tant aquesta moda que en zones com Mauritània obliguen a les nenes a menjar productes amb molt greix per engreixar-les.
En els pobles indígenes Amèrica del sud l'estereotip de bellesa s'ha quedat intacte al llarg dels anys. La lluita per la supervivència en aquestes comunitats és molt important per tant la figura de l'home i la dona és d'un cos fort capaç de carregar amb els seus fills i de suportar llargues hores de treball. A l'hora de vestir es barreja la imatge amb la naturalesa. En la zona més occidental el què direm com Brasil i Argentina el prototip de bellesa és oposat, ja que persegueix la similitud amb Nord-amèrica i Europa.
Dins del continent asiàtic en tenir grans dimensions depenent de la zona que parlem els estereotips socials varien. És a dir que trobem grans diferències entre unes cultures i altres del mateix continent. En països del sur com Birmània l'estereotip més important és tenir el coll llarg. A la Xina es porten les celles estretes i llargues, els ulls grans i la boca petita, la pell blanca i antigament els peus petits. Actualment a occident els estereotips s'han globalitzat i son iguals entre ells.

## Tipus
Hi ha diferents tipus d'estereotips socials, ja que no tots s'agrupen en el mateix tema. Per tant, hi ha diverses maneres de classificar un estereotip. Els tipus d'estereotips principals són religiosos, polítics, racials, de classe, de país, de gènere, sexuals i físics.
Un estereotip pot ser d'un grup intern, un grup al qual et pots unir. O també pot ser d'un grup extern, un grup que té una aparença externa la qual tu no vols formar part. També podem classificar els estereotips segons si són conscients o inconscients. Els conscients són els que et fas tu mateix quan veus un concret grup social. Els estereotips inconscients són els que es creen perquè alguna persona t'ha influït i et posa aquesta idea al cap. Trobem els següents tipus explicats breument:
Religiosos: Atribueixen certes característiques a les persones segons la seva fe i les seves creences religioses.
Polítics: Semblants als anteriors, s'atribueixen característiques a les persones segons la seva forma de pensar políticament, de quin partit són...
Racials: Els estereotips de races estan basats en l'atribució de diferents característiques a una persona només per la seva ètnia o color de pell. En funció de la cultura en la qual es produeix el contingut serà diferent. (Hi ha països on el racisme està molt antiquat...)
De classe: Aquests estereotips tenen a veure amb les creences associades a determinades posicions socials i la quantitat de diners que es guanyen; per exemple: empresaris, obrers, polítics o funcionaris.
De país: Es basa en la nacionalitat d'una persona. Es podria relacionar amb el tipus d'estereotip racial encara que va molt més enllà i classifica a les persones segons el seu lloc d'origen (el país que va néixer)
De gènere: Una de les característiques en les quals més ens basem per classificar a les persones és el gènere. En funció de si algú és un home o una dona li atribuïm una sèrie de valors i característiques generals que només creiem que poden ser d'un gènere determinat.
Sexuals: Es basa en el conjunt de característiques a una persona amb base al gènere de les persones amb les quals se sent atret. És a dir l'orientació sexual que té una persona.
Físics: Conjunt de característiques que forma el cos d'una persona i segons la imatge social de moment es compara i es jutja depenent de com és la teva constitució. Per exemple, si ets grassa…

## La influència de les xarxes socials
Les xarxes socials representen la inauguració de nous espais de relació. Per a nens i nenes, adolescents i joves les xarxes socials i el whatsapp, creen espais molt rellevants de socialització, intercanvi i coneixement. Un món virtual en el qual tothom es coneix i els estereotips i la imatge perfecta vetlla per sobre de tot. Les xarxes han començat a dominar els nostres estils de vida fins a un grau que en comptes d'establir un límit ens deixem portar pel que les xarxes socials ens dicten. És aquí on es comencen a crear els estereotips i els models de conductes. Les dades d'Espanya ens informen que dels 46,09 milions d'habitants, 35,7 són usuaris d'internet (77%) i 22 milions tenen perfils en les xarxes socials (48%).

## Conseqüències
Els estereotips creen una gran problemàtica a la vida de les persones. Sobretot en l'àmbit escolar el percentatge en l'abús, l'anorexia, la bulímia, la discriminació i els suïcidis, entre d'altres, cada dia augmenta i tot això és degut als estereotips. En l'àmbit escolar es discrimina tant directament com indirectament els joves per no "estar a la moda" o ser "diferents" quan tots som iguals i formem part de la mateixa societat. Tot això crea que un jove tingui problemes amb el seu creixement com a persona com que no se sent part d'aquesta imatge que nosaltres creem i fa el que sigui per poder formar part fent-se mal i veient-se afectat per trastorns alimentaris, depressió...
Segons un estudi que indica el PAÍS el 34% dels menors entre 11 i 13 anys han sigut assetjats i un 8% d'ells diuen d'haver-ho patit cada dia. La UNESCO ja està reclamant una resposta eficaç a aquest problema basada en un enfocament global centrat tant amb la prevenció com en la disminució del problema. Els trastorns alimentaris afecten entre el 5% i el 10% de la població amb edats entre els 12 i els 25 anys. Aquests problemes se centren en casos particulars però també dona molt de si la idea que té la societat com a imatge perfecta que crea molts d'aquests problemes.
La societat al tenir uns estereotips passa per diferents etapes que es basen en l'acceptació, la revolta i finalment la semblança a un estereotip.
-Acceptació: les persones accepten el seu estereotip. Normalment perquè se senten satisfets amb la imatge social que tenen o perquè no volen canviar de ser com són per una etiqueta
-Revolta: es busca d'actuar d'una forma diferent de l'estereotip que tenim, encara que molts cops aquesta etiqueta no es pot treure.
-Assemblar-se a un estereotip: Aquesta és la part més perillosa i normalment l'adopten persones que se senten desplaçades i volen fer-se un bon lloc en la societat, és la idea que porta més problemes.
Cada una d'aquestes etapes creen les seves problemàtiques i conseqüències.

## Serveis socials per disminuir els estereotips
Hi ha diverses campanyes o i iniciatives que volen fer front a aquest problema cada vegada més gran:
http://dixit.blog.gencat.cat/2014/04/24/estereotips-i-prejudicis-4/